# 트레버 호프먼
트레버 윌리엄 호프먼(영어: Trevor William Hoffman, 1967년 10월 13일 ~ )은 전 미국의 프로 야구 선수이다.
1989년 신시내티 레즈에 입단하여 활동하다가, 1993년 플로리다 말린스를 거쳐 샌디에이고 파드리스로 이적하였다. 입단 초기에는 내야수였으나 후에 투수로 전향하였고, 마무리 투수로 뛰어난 성적을 올렸다.
나이가 들면서 점점 구속이 떨어지며 90마일이 채 안되는 직구를 가지게 됐지만 리그 정상급의 체인지업 등을 활용해 노련미로 피칭을 해 나가는 스타일이다. 호주의 락그룹인 AC/DC의 'Hells Bells' 을 테마곡으로 쓰며 일명 '트레버 타임' , '지옥의 종소리'라는 애칭으로 유명하다.
2006년 9월 25일, 479세이브를 기록하며 종전 리 스미스의 세이브 최다신기록을 갈아치웠고 이듬해 6월 7일엔 500세이브를 달성했다. 2009년 시즌 개막 전에는 밀워키 브루어스와 연봉 600만 달러에 계약했다. 2010년 시즌 초반 부진을 거듭하며 트리플A로 강등되었으나 시즌 중반서부터 다시 복귀하여 9월 8일, 우여곡절 끝에 600세이브 달성에 성공했고, 1세이브를 더 올리며 시즌 종료 후 은퇴하였다.

## 출신학교
- 애리조나대학교

## 가족관계
- 글렌 호프먼: 트레버 호프먼의 친형, 전 로스앤젤레스 다저스 감독